# Campylocentrus curvidens
Campylocentrus curvidens är en insektsart som beskrevs av Leon Fairmaire. Campylocentrus curvidens ingår i släktet Campylocentrus och familjen hornstritar. Inga underarter finns listade i Catalogue of Life.